# Ad-Duchan
Ad-Duchan (arabisch الدخان ad-Duḫān ‚Der Rauch‘) ist die 44. Sure des Korans, sie enthält 59 Verse. Mit Ausnahme von Vers 15, der in Medina verkündet wurde, wurde die Sure in Mekka offenbart. Die Verse 1–42 gehören in die zweite mekkanische Periode (615–620), der folgende Schlussteil eher in die erste Periode (610–615). Der Titel bezieht sich auf Vers 10, in dem ein Rauch als Vorzeichen der bevorstehenden Auferstehung der Toten und des Weltendes vom Himmel herabkommt.
Die Sure beginnt nach der einleitenden Basmala mit den Buchstaben Ḥā' und Mīm, die auch am Beginn der Suren 40, 41, 42, 43, 45 und 46 stehen. Es folgt ein Hinweis auf die Nacht der Bestimmung, in der der Koran hinabgesandt wurde, und der eine eigene Sure mit dem entsprechenden Titel al-Qadr gewidmet ist. Nach einer allgemeinen Auseinandersetzung mit den Ungläubigen schildert Vers 17–33 die Geschichte des Moses als Anführer der Kinder Israels beim Auszug aus Ägypten, dem Lande des Pharao, sowie die Durchquerung des gespaltenen Meeres. Die Verse 43–59 beschreiben abermals die Pein der Ungläubigen, unter Erwähnung der giftigen Früchte des Zaqqum-Baumes und der Wonnen der Gottesfürchtigen im Paradies.